# Désiré Édélestan Stanislas Aimé Jardin
Désiré Édélestan Stanislas Aimé Jardin (1822 - 1896) fue un botánico, algólogo y explorador francés. Realizó extensísimas expediciones botánicas a: Martinica, Francia, Islandia, Argelia, Canadá, Polinesia Francesa, Gabón, Guinea, Guinea-Bissau, Senegal.

## Algunas publicaciones

### Libros
- jacques Bernard Hombron, Honoré Jacquinot, Jules-Sébastien-César Dumont D'Urville. 1846. Voyage au Pole Sud et dans l'Océanie sur les corvettes l'Astrolabe et la Zélée: exécuté par ordre du roi pendant les années 1837, 1838, 1839, 1840, sous le commandement de M. J. Dumont d'Urville, Capitaine de vaisseau. Considérations générales sur l'anthropologie suivies d'observations sur les races humaines de l'amérique méridionale et de l'océanie. Volumen 1. Editor Gide, 384 pp. en línea
- louis François Emmanuel Rousseau, Jacques Bernard Hombron, Honoré Jacquinot. 1854. Voyage au Pôle Sud et dans l'Océanie sur les corvettes l'Astrolabe et La Zélée, exécuté par ordre du Roi pendant les années 1837, 1838, 1839, 1840: Zoologie. Volumen 5. Editor Gide & Baudry, 132 pp.

## Eponimia
Géneros
- (Asteraceae) Jardinia Sch.Bip.[2]
- (Poaceae) Jardinea Steud.[3]
- (Poaceae) Jardinia Benth. & Hook.f.[4]

Especies
- (Asteraceae) Coreopsis jardini Drake[5]
- (Dryopteridaceae) Aspidium jardini Mett.; Kuhn[6]
- (Dryopteridaceae) Tectaria jardini (Mett.) E.Brown[7]
- (Euphorbiaceae) Acalypha jardini Müll.Arg.[8]
- (Euphorbiaceae) Ricinocarpus jardinii Kuntze[9]
- (Poaceae) Isachne jardini T.Durand & Schinz[10]
- (Poaceae) Panicum jardini Steud.[11]